# حمام متوج جنوبي
الحمام المتوج الجنوبي (الاسم العلمي: Goura scheepmakeri) أحد أنواع الحمام من جنس الحمام المتوج، كبير الحجم، وهي من الحمام الأرضي يعيش في غابات الأراضي المنخفضة الجنوبية من غينيا الجديدة. يحتوي على ريش رمادي مزرق مع عرف مزركش أزرق، قزحية العين حمراء وصدر عنابي بارز. الذكر والأنثى لهما نفس المظهر. طوله تقريباً 70 سم (28 أنش) ويزن 2,250 غرام (5 رطل).